# Béla Las-Torres
Béla Vilmos Ákos Las-Torres (ur. 20 kwietnia 1890 w Budapeszcie, zm. 13 października 1915 w Hercegu Novim) – węgierski pływak z początków XX wieku, srebrny medalista igrzysk olimpijskich.
Jako osiemnastolatek wystartował na IV Letnich Igrzyskach Olimpijskich w 1908 w Londynie. Wziął udział w dwóch konkurencjach. W wyścigu na 400 m stylem dowolnym dotarł do fazy półfinałowej, zaś w sztafecie 4 × 200 m stylem dowolnym, gdzie płynął na trzeciej zmianie, zdobył srebrny medal.
5 lipca 1912 Las-Torres ustanowił w Budapeszcie czasem 5:28,4 nowy rekord świata na 400 m stylem dowolnym.
Cztery lata później podczas V Letnich Igrzysk Olimpijskich w Sztokholmie Las-Torres był jednym z faworytów do złota na 400 m stylem dowolnym, lecz ostatecznie zajął w finale piąte miejsce. Wystartował także na dystansie 1500 m stylem dowolnym, gdzie zakwalifikował się do finału, lecz nie pojawił się na starcie. Identyczna sytuacja miała miejsce podczas rywalizacji sztafet 4 × 200 m stylem dowolnym, gdzie Las-Torres płynął na czwartej zmianie. Ekipa węgierska zakwalifikowała się do finału, lecz nie pojawiła się na jego starcie.
Las-Torres reprezentował barwy budapeszteńskich klubów BEAC i MTK. Zginął w walce podczas I wojny światowej.